# Małgorzata Kotowska
Małgorzata Kotowska eller Małgorzata Durantówna (Durant), född Durant, död 1690, var en polsk hovdam och diplomat. 
Hon föddes som Marguerite Durant i Frankrike, dotter till en fattig skräddare, som i Polen kallades Jakub, från Saint-Paul i Frankrike. Tillsammans med sin familj emigrerade hon först till Gdańsk och sedan till Warszawa. Hon gifte sig 1659 med Adam Kotowski (d. 1693), som 1662 blev tjänsteman och kontrollant av kungliga gods och 1673 blev adlad. Paret fick inga barn. 
Małgorzata, som själv kom från Frankrike, lärde känna Polens franska drottning Marie Casimire Louise de la Grange d'Arquien, och blev hennes förtrogna och hovdam. Hon var känd för sin diskretion, varför Marie Casimire använde henne för att föra hemliga samtal även på högsta nivå. Åren 1677–1679 skedde en betydande vändning i utrikespolitiken, som bestod i att bryta alliansen med Frankrike och Sverige, och alliera sig med kejsaren och påvedömet mot Turkiet. 
De medlingar som Jan III Sobieski genomförde i Wien och Rom gav dock till en början inget resultat. Samtalen med kejsaren, som fördes genom Michał Kazimierz Radziwiłł mellan juli 1677 och augusti 1678, slutade i ett fiasko. Kort efter Radziwiłłs avgång sändes Małgorzata Kotowska av Marie Casimire till det kejserliga hovet i Prag som informell ambassadör för att utröna kejsarens inställning till en allians med Polen mot turkarna. Hon hade fullmakt att sköta de känsliga diplomatiska samtalen, men hennes uppdrag utfördes utanför protokollet och hon hade ingen officiell post. Trots detta uppmärksammades hennes närvaro av de franska diplomaterna. De informerade att Kotowska försäkrade kejsaren om stöd från polska magnater, bland dem Hieronim Augustyn Lubomirski.
Efter sitt besök i Prag besökte hon även det florentinska hovet hos Cosimo III de' Medici, och bad honom troligen att gå med i den anti-turkiska förbundets aktiviteter under påvens skydd. Denna gång var hon inte framgångsrik. Hennes besök i republiken Venedig var däremot framgångsrikt, och, som nuntien Francesco Buonvisi rapporterade, träffade hon flera senatorer från republiken under sin vistelse där.
Efter att ha återvänt till Polen fortsatte hon tjäna drottningen. I ett praktfullt residens i Warszawa höll hon mottagning för utländska diplomater och samlade sannolikt information som hon sedan vidarebefordrade till drottningen. Hennes samtida beskrev hennes förmåga att engagera sig i politiska intriger, berömde hennes effektivitet, och kallade henne för en enastående personlighet. 
Hon beskrivs som en from person och gjorde flera uppmärksammade donationer till kyrkor och kloster.